# ガランティーヌ

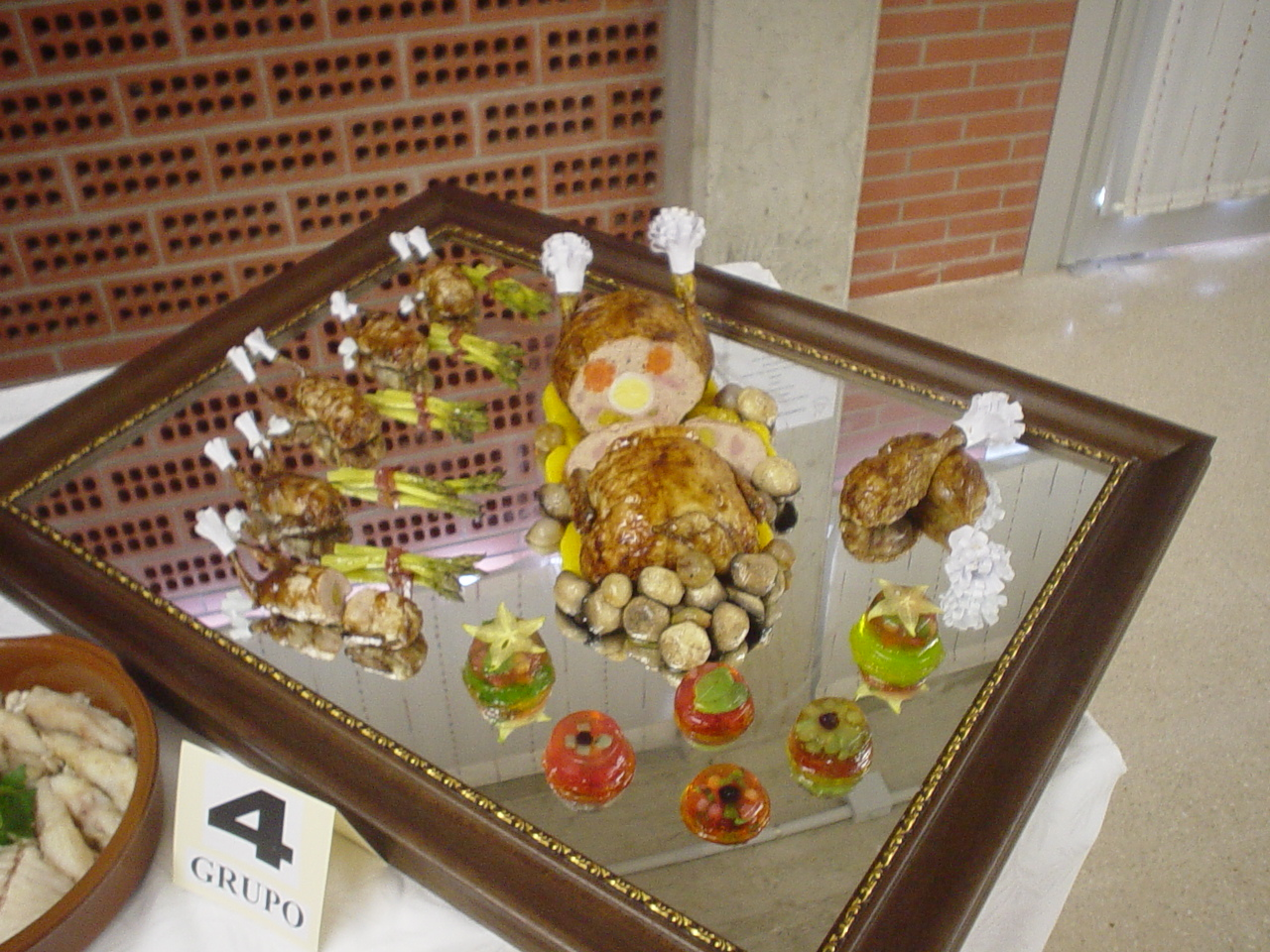
ガチョウのガランティーヌ

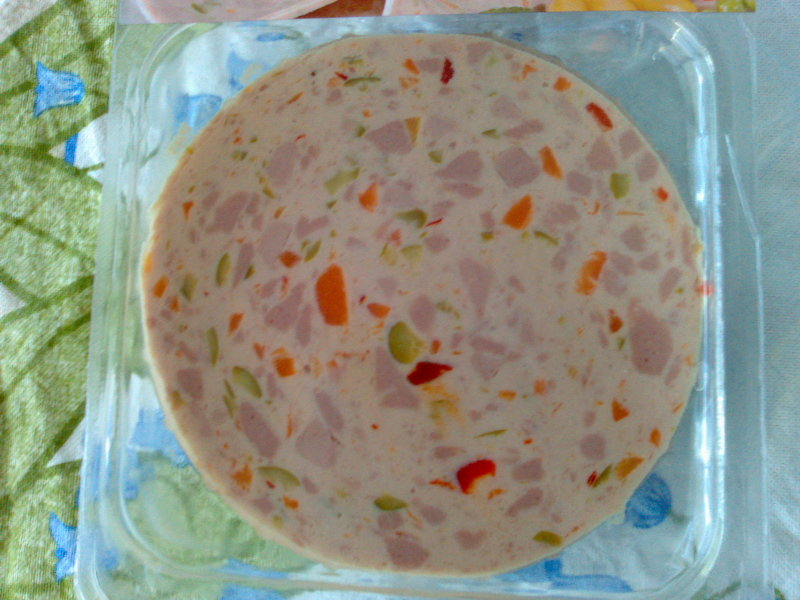
野菜のガランティーヌ

ガランティーヌ(フランス語: galantine)は、主に鶏肉や魚肉等の骨を除いて詰め物をしたものを低温で茹でてアスピックで覆い、冷たくして提供するフランス料理である。しばしばフォースミート（味付け挽肉）が詰められ、円筒形に整えられる。鶏肉の骨を除く工程は手間がかかり、またしばしば豪華に飾り付けられるため、「洗練された」という意味のgalantという言葉から命名された。19世紀後半の段階で既に、この技術の起源がルイ・ド・ブランカ フランス元帥のシェフにあるとされていた。
また、これの冷製をバロティーヌ(ballotine)というが、ガランティーヌとバロティーヌの違いは作る料理人の主観が大きく、冷製をガランティーヌ、温製をバロティーヌと前述の逆にしたり、温製、冷製のどちらもガランティーヌと呼ぶ料理人もいて、定義は明確にはなっていない。
中世には、galauntineまたはgalantyneは恐らく「勇敢さ」や「気遣い」という意味を持つgallantryという言葉と同じ含意を持っており、ガランガル(ショウガの一種)の根の粉末のソースの代わりに、パン粉とシナモン、塩胡椒等を用いることを表している。ソースは裏ごしの前後に、レシピによって、茹でたり煮たり、火を加えないこともある。このソースは魚やウナギ、ガチョウやシカ等に用いることもある。
ジェフリー・チョーサーは、この料理への宮廷の愛を次のように大袈裟にからかっている。
Was nevere pik walwed in galauntine

As I in love am walwed and vwounde.
1941年から1942年のレニングラード包囲戦の間、当局は港町で発見した2000トンの羊腸、また後には牛皮を用いてガランティーヌを作り、レニングラードの住民を飢えから救った。